# Tyrone Smith (rugby)
Pour les articles homonymes, voir Tyrone Smith.

a Compétitions nationales et continentales officielles uniquement.

b Matchs officiels uniquement.
Dernière mise à jour le 24 novembre 2015.
Tyrone Boronco Smith, né le 12 mai 1983 à Manly en Nouvelle-Galles du Sud, est un joueur de rugby à XV australien d'origine tongienne. Il évolue au poste de centre au RC Narbonne. Tyrone est le frère cadet du flanker international des Brumbies George Smith.

## Carrière
Tyrone Smith commence sa carrière au célèbre St Edmund's College de Canberra et représente l'Australie au sein des sélections juniors et espoirs. Il décide cependant de changer de code en 2002 et rejoint les Sydney Roosters, équipe évoluant en National Rugby League. Il sera deux fois finaliste de cette compétition, inscrivant même un essai lors de la grande finale 2003. Il signe ensuite en Angleterre avec les Harlequins Rugby League, anciennement nommés London Broncos. Ses performances lui valent d'être sélectionné au sein de l'équipe nationale des Tonga, le pays d'origine de ses parents. Il jouera trois saisons pour le club de Londres, participant à 75 rencontres et inscrivant 24 essais.
De retour au rugby à quinze en 2008, il s'engage avec les Brumbies, la province où évolue également son frère George. Les blessures combinées de Stirling Mortlock, Adam Ashley-Cooper et Gene Fairbanks lui permettent de faire des débuts remarqués. Titulaire depuis deux saisons pour la franchise de Canberra, ses performances lui valent d'être convoqué avec les Wallabies A lors de la Pacific Nations Cup 2008, ainsi qu'avec les Barbarians pour leur tournée en Belgique, Angleterre et Irlande. Il est sélectionné par Robbie Deans pour participer à la tournée d'automne 2009 des Wallabies en remplacement de Rob Horne, blessé lors du stage de préparation.
En 2013, il signe au RC Narbonne qui évolue en Pro D2. Lors de la saison 2013-2014, le RCNM atteint les barrages d'accessions en Top 14 mais s'incline en demi-finale contre l'US Agen.

## Palmarès

### En rugby à XV
Néant

### En rugby à XIII
- Finaliste de la National Rugby League en 2003 et 2004